# Liên Ninh
Liên Ninh là một xã thuộc huyện Thanh Trì, thành phố Hà Nội, Việt Nam.

## Địa giới hành chính
Xã Liên Ninh nằm ở phía nam huyện Thanh Trì. Ranh giới hành chính như sau:
- Phía đông giáp xã Đông Mỹ, huyện Thanh Trì;
- Phía nam giáp các xã Duyên Thái và Nhị Khê, huyện Thường Tín;
- Phía tây giáp xã Nhị Khê, huyện Thường Tín và xã Ngọc Hồi, huyện Thanh Trì;
- Phía bắc giáp các xã Ngọc Hồi và Ngũ Hiệp, huyện Thanh Trì.

Hiện nay đường cao tốc Pháp Vân Cầu Giẽ chạy qua xã Liên ninh và làm thành ranh giới một bên là làng Thọ am, Nội am; một bên là làng Phương Nhị và Yên Phú.

## Lịch sử
Trong kháng chiến chống Pháp, các làng Yên Phú, Thọ Am, Nhị Châu, Phương Nhị nhập lại thành một xã mang tên Liên Ninh. Hòa bình lập lại, xã Liên Ninh thuộc huyện Thanh Trì, đến năm 1961, xã được cắt về huyện Thường Tín, tỉnh Hà Đông (năm 1965 là tỉnh Hà Tây, năm 1975 là tỉnh Hà Sơn Bình). Đến đầu năm 1979, xã Liên Ninh được cắt về huyện Thanh Trì, thành phố Hà Nội.

## Làng Yên Phú
Yên Phú cổ xưa có tên là làng Tráng, đầu thế kỷ XIX, là một xã thuộc tổng Ninh Xá, huyện Thanh Trì, phủ Thường Tín, trấn Sơn Nam Thượng (từ năm 1831 thuộc tỉnh Hà Nội, từ năm 1902 thuộc tỉnh Cầu Đơ, sau đổi thành tỉnh Hà Đông).
Yên Phú nằm ven Quốc lộ 1, có sông Kim Ngưu chảy qua nên rất tiện cho giao lưu hàng hóa. Đây là một làng cổ, hình thành từ thuở các Vua Hùng dựng nước. Theo thần phả ghi lại, vào thời Hùng Vương thứ 18, có bà Phương Dung quê ở làng Lưu Xá, phủ Nghĩa Hưng, đạo Sơn Nam lớn tuổi mà không chịu lấy chồng, chỉ mộ đạo Phật. Một ngày, bà đến làng Tráng (Yên Phú) thấy cảnh non nước hữu tình, bèn vào chùa Thanh Vân của làng xin tu. Một đêm, bà nằm mộng thấy thần nhân hiện lên báo sẽ có hai vị thủy thần xin làm con nuôi bà để đánh đuổi giặc ngoại xâm. Hôm sau bà ra bờ sông Kim Ngưu, thấy hiện lên hai quả trứng khác thường, bèn đem về, sau nở thành hai chàng trai, đầu người mình rắn, thân da đầy vảy. Bà Phương Dung đặt tên là Trung Vũ và Đài Liệu. Hai chàng lớn nhanh như thổi, chẳng mấy năm đã trở thành tráng sĩ võ nghệ cao cường.
Khi Hai Bà Trưng dấy quân khởi nghĩa, bà Phương Dung cùng hai người con nuôi chiêu mộ 25 tráng sĩ người làng Yên Phú và hàng trăm nghĩa binh ở các nơi lên Hát Môn theo Hai Bà đánh giặc Hán. Giặc tan, bà Phương Dung cùng hai người con nuôi xin trở về thăm làng Yên Phú. Về gần đến làng, trên đoạn sông Kim Ngưu, bỗng có cơn giông nổi lên, bà Phương Dung cùng hai chàng Trung Vũ và Đài Liệu cùng hóa về trời. Hai Bà nghe tin, lấy làm thương tiếc, phong cả ba người làm Phúc thần, sức cho làng Yên Phú thờ. Bà Phương Dung còn được phong làm Phật tổ chùa Thanh Vân (chùa đã được xếp hạng năm 1989). Hội làng trước đây diễn ra vào các ngày 22 tháng Năm (ngày sinh Trung Vũ và Đài Liệu), mồng 7 tháng Một (ngày hóa của các vị thần).
Dân làng Yên Phú trước đây làm ruộng kết hợp với buôn bán. Ruộng đất trong làng hầu hết là ruộng công, 6 năm chia lại một lần, vào ngày mồng 7 tháng Giêng, mỗi suất đinh được 2 sào (các cụ từ 60 tuổi trở lên được 2 sào 5 thước).
Làng Yên Phú là quê hương của nhà tư sản Bạch Thái Bưởi (1874 - 1932). Xuất thân trong một gia đình nông dân, ông học chữ Quốc ngữ, chữ Pháp, ra Hà Nội làm thư ký cho các hãng buôn, tiếp thu dần các kinh nghiệm quản lý của người Pháp, rồi đứng ra làm đại lý cung cấp gỗ cho Sở Hỏa Xa, sau đó chuyển sang kinh doanh vận tải trên các sông ở miền Bắc, ra cả biển và vươn tới cả Sài Gòn, Hông Kông. Ông còn đầu tư vào ngành khai thác mỏ lúc đó là độc quyền của tư bản Pháp và kinh doanh cả bất động sản, thành lập nhà in Đông Kinh ấn quán, xuất bản tờ báo Khai hóa nhằm góp phần mở mang dân trí, cổ động cho phong trào đi vào kinh doanh và bảo vệ quyền lợi của giới công thương dân tộc. Ông là biểu tượng cho khát vọng vươn lên làm giàu, chấn hưng nền kinh tế đất nước, đưa Việt Nam trở thành quốc gia hùng mạnh.

## Làng Thọ Am
Làng Thọ Am xưa có nghề làm dây thừng, còn làng Nội Am - Om dưới - có nghề làm bánh mứt kẹo. Đây là khu vực xung quanh làng Lộ - nơi có đền Đại Lộ khá nổi tiếng. Ngoài ra còn có chùa Thọ am hay chùa Bất nhiễm.
Làng Thọ Am thờ hai vị Thành Hoàng làng là Tướng quân Đoàn Thượng ở miếu Thọ Am và Quan nghè Nguyễn Phục ở đình Thọ Am. Đoàn Thượng là dũng tướng rất trung thành với Triều Lý. Khi Lý Chiêu Hoàng thoái vị, nhường ngôi cho Trần Cảnh (Trần Thái Tông), Đoàn Thượng không quy phục Triều Trần, chống lại việc sát hại con cháu Nhà Lý. Trần Thủ Độ thấy ông là bậc anh hùng liền sai người mang tiền bạc, chức tước tới để thu phục. Ông không màng, quyết giữ đất Hồng Châu, xây thành đắp luỹ, thu mua lương thực phát cho người nghèo, nên được lòng dân chúng trong vùng. Số người đầu quân cho ông chống lại nhà Trần, mong muốn khôi phục Triều Lý ngày càng đông. Năm 1228, ông bị quân của Trần Thủ Độ đánh bại và hy sinh. Nhân dân tiếc thương lập miếu thờ ở Thọ Am để tưởng nhớ đến công lao của ông.
Nguyễn Phục là một vị quan Triều Lê, phụ trách về quân lương. Năm 1470, ông được Vua Lê Thánh Tông phong làm Đốc tướng chỉ huy vận tải quân lương trong trận đánh Chiêm Thành. Đoàn thuyền quân lương khi đến cửa Tùng bị gió bão, phải neo lại tránh bão để tránh tổn thất nên đến tiếp viện trễ mấy ngày. Chiếu theo quân lệnh, ông bị xử trảm tại bãi Nam thuộc vùng vịnh Sơn Trà. Về sau, ông được minh oan và được Vua Lê Thánh Tông phong làm "Phúc thần", truyền sắc phong về một số làng xã để nhân dân hương khói phụng thờ.
Tất cả các làng trong khu vực này (Thọ Am, Nội Am, Tương Trúc, Tự Khoát, Đông Phù thuộc Đông Mỹ, Lộ, Sở Hạ thuộc Ninh Sỏ Thường Tín...) tổ chức lễ hội cùng trong khoảng từ mồng 7-10 tháng 2 âm lịch hàng năm